# Birurkaval (Rural), Kadur
Birurkaval (Rural) là một làng thuộc tehsil Kadur, huyện Chikmagalur, bang Karnataka, Ấn Độ.